# Penstemon neotericus
Penstemon neotericus är en grobladsväxtart som beskrevs av Karl Keck. Penstemon neotericus ingår i släktet penstemoner, och familjen grobladsväxter. Inga underarter finns listade i Catalogue of Life.